# サイセリア
サイセリア（Cytherea、本名：ケスィアードラ：イレイニ・ストリー（Cassieardolla Elaine Story）1981年9月21日 - ）は、アメリカ合衆国出身のポルノ女優。
オーガズムに達した際に尋常ではないほどの量で勢いよく飛ぶ潮吹きをする女優としてよく知られている。
2005年にアダルト・ビデオ・ニュースの最優秀新人女優賞を受けた。